# Impella
Impella是強生公司旗下的心室辅助装置品牌。 Impella產品被批准用于经皮冠状动脉介入治疗以及救治心源性休克患者。 
2024年3月，FDA表示，Impella心脏泵的泵导管在手术过程中可能会刺穿左心室壁，而且已导致49人死亡、129人重伤，所以該機構发出I级（最高级别警报）召回。美国已召回超过66000台设备。